# 148. Reserve-Division (Wehrmacht)
Die 148. Reserve-Division war ein militärischer Großverband der Wehrmacht.

## Divisionsgeschichte

### 148. Division und Division Nr. 148
Im Dezember 1939 wurde die 148. Division mit Aufstellungsort Gleiwitz im Wehrkreis VIII als Ersatztruppe für die 168. Division gebildet und im Januar 1940 später in Division Nr. 148 umbenannt. Um Kasernenunterbringungen freizusetzen, folgte 1941 die Verlegung nach Metz in den Wehrkreis XII.

### 148. Reserve-Division
Die Division Nr. 148 wurde im Oktober 1942 bei der Umgestaltung des Ersatzheeres in die 148. Reserve-Division umbenannt. Die Verlegung nach Schlesien folgte im Dezember 1942.
Im Mai 1943 wurde das Infanterie-Ersatz-Regiment 252 an die neu aufgestellte 356. Infanterie-Division und das Infanterie-Ersatz-Regiment 28 an die 189. Reserve-Division abgegeben und die Division nach Südfrankreich in die Gegend von Toulouse verlegt und dem LXVI. Reserve-Korps in der 19. Armee Heeresgruppe D unterstellt. Im November folgte die Verlegung in den Raum Nizza an den Südwall.
Während der Landung der Alliierten in Südfrankreich in der Operation Dragoon am 15. August 1944 unternahmen Teile, der seit Juli zum Feldheer und zur Heeresgruppe G gehörenden Division, einen vergeblichen Gegenangriffsversuch gegen alliierte Truppen bei Cannes, bevor sich die Division entlang der Côte d’Azur in Richtung Seealpen absetzte. Zusammen mit der 8. Gebirgs-Division waren dies die einzigen zwei in Südfrankreich stehenden deutschen Divisionen, die sich nach der alliierten Invasion in Südfrankreich in Richtung Italien zurückzogen. Auf ihrem Rückzug war die Division in Abwehrkämpfe gegen alliierte Truppen und der Résistance verwickelt. Im September 1944 wurde sie der Armee Ligurien der Heeresgruppe C zugeteilt und mit dem Schutz der Alpenübergänge nach Frankreich betraut.
Am 18. September 1944 wurde die Division in 148. Infanterie-Division umbenannt.

## Gliederung
1940
- Infanterie-Ersatz-Regiment 8 (Troppau, später Metz)
- Infanterie-Ersatz-Regiment 28 (Schweidnitz, später Mörchingen)
- Infanterie-Ersatz-Regiment 239 (Gleiwitz, später Diedenhofen)
- Infanterie-Ersatz-Regiment 252 (Neisse, später Metz)
- Schützen-Ersatz-Bataillon 13 (Oppeln)
- Artillerie-Ersatz-Regiment 8 (Troppau, später Metz)
- Pionier-Ersatz-Bataillon 8 (ab 1941)

1943
- Reserve-Grenadier-Regiment 8 (Castres)
- Reserve-Grenadier-Regiment 239 (Montauban)
- Reserve-Artillerie-Regiment 8 (Auch)
- Reserve-Pionier-Bataillon 8 (Toulouse)
- Panzer-Jäger-Kompanie 1048
- Radfahr-Schwadron 1048
- Reserve-Nachrichten-Bataillon 8
- IV./Reserve-Grenadier-Regiment 239 (ehemals Ost-Bataillon 661, ab April 1944)

## Personen
| Rang                         | Name                                        | Zeitraum                                |
| ---------------------------- | ------------------------------------------- | --------------------------------------- |
| Generalmajor                 | Konrad Stephanus                            | von der Aufstellung bis 7. Februar 1940 |
| Generalleutnant              | Hermann Böttcher                            | 7. Februar 1940 bis 10. Februar 1942    |
| Generalleutnant              | Hubert Gercke                               | 10. Februar bis 2. April 1942           |
| Generalleutnant              | Hermann Böttcher                            | 2. April 1942 bis 1. April 1943         |
| Generalleutnant              | Friedrich-Wilhelm von Rothkirch und Panthen | 1. April 1943 bis 25. September 1943    |
| Generalmajor/Generalleutnant | Otto Fretter-Pico                           | 25. September 1943 bis zur Umbenennung  |

Einige Quellen, u. a. Samuel W. Mitcham in seinem Wert German Order of Battle, geben fälschlicherweise Generalleutnant Otto Schönherr Edler von Schönleiten ab März 1944 als Kommandanten an. Dies basiert auf einem Zahlendreher, da Otto Schönherr die Division Nr. 418 übernahm.

## Bekannte Divisionsangehörige
- Kurt Kühme (1885–1944), war von 1943 bis 1945, für die NSDAP, Mitglied des nationalsozialistischen Reichstags